# De schildpaddenschat
De schildpaddenschat is het negende stripverhaal van Jommeke. De reeks werd getekend door striptekenaar Jef Nys.

## Personages
- Jommeke
- Flip
- Filiberke
- Pekkie
- Annemieke
- Rozemieke
- Anatool
- Kleine rollen: Teofiel, Marie, kok Neptunus...

## Verhaal
Het verhaal start wanneer Jommeke en Flip van Jommekes moeder Marie de zolder moeten opruimen. Wanneer ze allerlei rommel weggooien, worden zijn ouders hiervan het slachtoffer en dit leidt tot allerlei grappen. Later vindt hij een oude opgezette schildpad. Wanneer de schildpad weggegooid wordt, vinden ze in zijn buik het testament van zeerover Matthias Donderwater uit 1753. In het testament maakt hij bekend dat hij een schat verbergt op het schildpaddenkerkhof en dat die onder de armen, zieken, weduwen en wezen moet verdeeld worden. Door een toeval raakt Anatool op de hoogte van de schat.
Jommeke en Flip besluiten de schat te gaan ophalen. Filiberke, Pekkie en de Miekes besluiten hen te helpen. Ze vermoeden dat het schildpaddenkerkhof op de Galápagoseilanden of Schildpaddeneilanden ligt. Ze besluiten als verstekeling op het schip de Neptunus naar Ecuador te reizen, aangezien de reis te duur is voor hen. Anatool volgt hen door als hulpknecht in dienst te gaan op het schip. Hij ontdekt waar Jommeke en zijn vrienden zich verbergen wanneer hij Pekkie betrapt op zoek naar eten. Hij besluit hen anoniem te helpen aangezien hij de precieze ligging van de schat niet kent.
Wanneer Jommeke en zijn vrienden met een motorbootje naar de schildpaddeneilanden varen, bemerken ze Anatool en weten ze dat ze achtervolgd worden. Jommeke herkent Anatool nog van een vorig avontuur. Zijn vrienden kennen hem nog niet. Jommeke bereikt het eiland eerst. Zij graven een put en lokken Anatool ernaartoe door Pekkie en Flip te vermommen als sprekende reuzenschildpad. Als Jommeke de schat wil opgraven, ontdekken ze dat die op de plaats ligt, waar ze Anatool naartoe gelokt hebben. Anatool ontdekt dan ook de schat.
Via de list met de sprekende schildpad slagen Jommeke en zijn vrienden er echter in de schat op te halen. Anatool ontsnapt later en besluit hen met zijn boot te achtervolgen. Hij slaagt er bijna in om hen de schat afhandig te maken, maar zijn poging mislukt. Voor de terugreis verstoppen Jommeke en zijn vrienden zich met de schat in een kist die ingeladen wordt in de Neptunus. Pas bij het lossen, ontdekt Anatool de kist. Hij laat de kist naar een afgelegen schuur brengen, maar hij wordt opnieuw door Jommeke en zijn vrienden overmeesterd. Terug thuis toont Jommeke de schat aan zijn ouders. Zijn moeder mag een gouden halsketting houden, maar de rest wordt door Jommeke aan de ouderlingen, wezen en andersvaliden uitgedeeld. Hij wordt door de burgemeester en de dorpsgemeenschap geëerd. Na de huldiging eindigt het verhaal zoals het begon, Jommeke en Flip gaan de zolder verder opruimen.

## Achtergronden bij het verhaal
- Na De jacht op een voetbal is dit het tweede verhaal waarin Anatool mee speelt.
- De reis van Jommeke naar de Galápagoseilanden is de derde naar een bestaand buitenland in de reeks. Eerder trok hij in de"jacht op een voetbal" naar Freiburg in Duitsland en in De muzikale Bella al naar Zwitserland.
- In dit verhaal vindt Jommeke voor het eerst in de reeks een schat. De zoektocht naar allerlei schatten wordt het thema in heel wat andere verhalen.